# 遠藤直人 (内務官僚)
遠藤 直人（えんどう なおと、1898年（明治31年）2月3日 - 1986年（昭和61年）4月6日）は、日本の内務官僚。メナド州知事などを務め、兵庫県最後の官選知事であった。戦後は帰農した一方で、福島県公安委員長などの公職を務めた。

## 来歴・人物
福島県耶麻郡熱塩加納村出身。遠藤直美の長男。会津中学、二高を経て、1923年（大正13年）東京帝国大学を卒業。在学中に高等試験に合格しており、内務省に入省した。官歴は大阪府警部に始まる。山梨、長崎での勤務を経て、福岡の社会課、商工課兼水産課の各課長、富山、長崎の書記官、学務部長を歴任。1938年（昭和13年）、厚生省書記官として中央勤務となり、失業対策部総務課長として失業者対策を行った。太平洋戦争中は、海軍司政長官セレベス民政部メナド州知事として民政を担当。
1947年（昭和22年）3月から4月のひと月弱、知事選期間中の暫定知事として、最後の官選兵庫県知事を務める。公職追放処分を受け郷里で帰農したが、村教育委員、土地改良区理事長、福島県公安委員、同第二代委員長などの公職も務めている。
1986年（昭和61年）4月6日死去。享年88。